# Republicano-comum
O republicano-comum (Apaloderma narina) é uma espécie de ave da família Trogonidae nativa de florestas de regiões tropicais da África. Embora seja a mais difundida em questões de habitat das três espécies do gênero Apaloderma, a população pode estar decaindo devido ao desmatamento. Algumas populações são residentes, enquanto outras realizam movimentos migratórios regulares. O nome científico da espécie é uma homenagem à Narina, apelido da amante do ornitólogo francês François Levaillant, cujo nome ele derivou de uma palavra coissã para "flor". O nome popular português "republicano" é devido as cores da plumagem dessa espécie se assimilarem com as cores da bandeira republicana portuguesa.

## Descrição

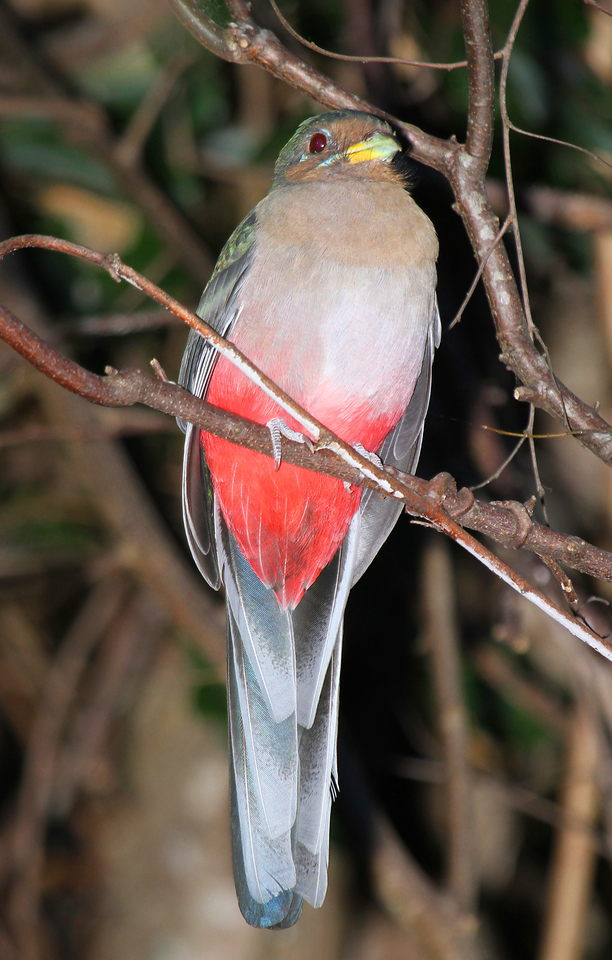
Fêmea na África do Sul

É sexualmente dimórfico, com os machos sendo mais coloridos. Ambos os sexos têm plumagem verde vivido e avermelhada na parte superior. As penas da cauda possuem um brilho metálico azul esverdeado. As três rémiges são levemente esbranquiçadas, dando a aparência branca à cauda quando as aves estão pousadas. As coberteiras das asas são de um cinza claro.
O macho, tem uma plumagem vermelha amaranto no peitoril e barriga, cabeça e costas verdes e flanges oculares azulados. A fêmea tem a face e o peito castanhos, a pele azul orbitando os olhos e a plumagem vermelha na barriga são mais opacos e discretos. Indivíduos imaturos se assemelham com as fêmeas, porém possuem flanges oculares menos distintas e branco nas asas.

## Distribuição e habitat
A espécie tem uma grande distribuição na África, habitando planícies a áreas de altitudes elevadas, vales e florestas ripárias, de regiões tropicais a temperadas, dispersando-se sazonalmente para níveis mais baixos. Encontra-se da Serra Leoa à Etiópia, e do leste da África ao leste e sul da África do Sul. Devido à sua ampla gama de habitats, o republicano-comum é considerado uma espécie pouco preocupante pela Lista Vermelha da IUCN.
A dieta consiste principalmente de insetos e pequenos invertebrados, bem como roedores e pequenos répteis. O chamado é um trinado baixo e repetitivo, dado apenas pelos machos, na defesa de território ou na atração de parceiras. O cortejo do macho consiste em expandir a garganta azul-esverdeada, e ambos os sexos podem expandir as penas do peito. Os republicanos-comuns nidificam numa cavidade de árvore na qual tanto o macho quanto a fêmea incubam e chocam.

## Subespécies

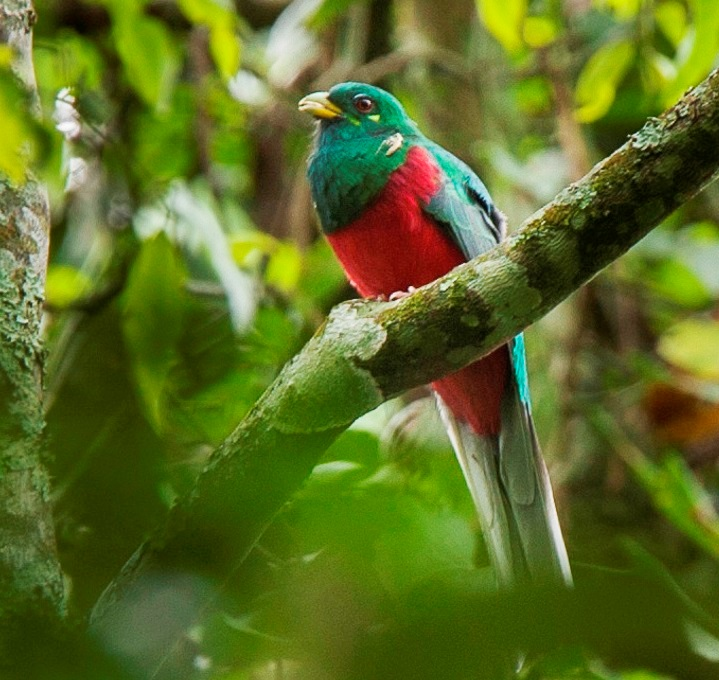
Subespécie A. narina rufiventre no sudeste de Uganda

Possui seis subespécies reconhecidas:
- A. n. constantia (Sharpe & Ussher, 1872) – Ocorre do Senegal até a Nigéria

- A. n. arcanum (Clancey, 1959) – Ocorre do Chade até o norte do Quênia

- A. n. brachyurum (Chapin, 1923) – Ocorre de Camarões até o Vale do Rifte

- A. n. littorale (van Someren, 1931) – Ocorre na Somália até a Floresta de Chirinda, no Zimbábue

- A. n. rufiventre (A.J.C.Dubois, 1897) – Ocorre da República Democrática do Congo indo para o sul até Uganda, Tanzânia, Maláui, Namíbia, Botsuana e Zâmbia

- A. n. narina (Stephens, 1815) – África do Sul até Moçambique, inverna no norte de Maláui